# Petra Stanat
Petra Stanat (* 7. Mai 1964 in Lüneburg) ist eine deutsche Psychologin und Bildungsforscherin. Sie steht dem Institut zur Qualitätsentwicklung im Bildungswesen (IQB) in Berlin vor. Damit hat sie eine zentrale Stellung im Bildungsmonitoring im Auftrag der deutschen Kultusministerkonferenz und steht seit 2007 an zentraler Stelle in der Auswertung der PISA-Studien. Das IQB ist für die Entwicklung von Bildungsstandards, Vergleichsarbeiten (VERA) und bundeszentraler Prüfungsaufgaben im deutschen Abitur zuständig.
Nach einem Psychologie-Studium 1992 wurde sie Diplom-Psychologin (Freie Universität Berlin) und ging dann mit einem Fulbright-Stipendium in die USA. 1993 begann sie als Teaching/Research Assistant im Department of Psychology an der University of Massachusetts Amherst, 1998 absolvierte sie dort den Ph. D. in Sozial- und Persönlichkeitspsychologie. Dann wurde sie Wissenschaftliche Mitarbeiterin im Forschungsbereich Erziehungswissenschaft und Bildungssysteme des Max-Planck-Instituts für Bildungsforschung. 2005 habilitierte sie sich für das Fach Erziehungswissenschaft (Freie Universität Berlin) bei Jürgen Baumert. Darauf wurde sie bis 2007 Professorin für Empirische Unterrichtsforschung und Geschäftsführerin des Zentralinstituts für Lehr-Lernforschung an der Friedrich-Alexander-Universität Erlangen-Nürnberg, von 2007 bis 2010 Professorin (W 3) für Empirische Bildungsforschung an der FU Berlin. Seit 2010 ist sie Direktorin des Instituts zur Qualitätsentwicklung im Bildungswesen (IQB) an der Humboldt-Universität zu Berlin. Die Ergebnisse der bundesweiten Testungen werden regelmäßig veröffentlicht, erst als IQB-Ländervergleich, seit 2015 als IQB-Bildungstrend. Die letzte Erhebung für 2022 wurde im Oktober 2023 veröffentlicht.
Stanat ist seit 2021 Mitglied in der Ständigen Wissenschaftlichen Kommission der KMK. Sie ist Mitherausgeberin der Zeitschrift für Pädagogik, Sprecherin des DFG-Fachkollegiums Erziehungswissenschaft und Bildungsforschung, Mitglied im Beirat des österreichischen bifie (Bildungsforschung, Innovation & Entwicklung des österreichischen Schulwesens).
In einer von ihr mitverfassten Studie wurde 2018 herausgefunden, dass deutschen Privatschulen kaum besser sind als öffentliche Schulen.

## Veröffentlichungen
- Mitautorin: IQB-Bildungstrend 2018: Mathematische und naturwissenschaftliche Kompetenzen am Ende der Sekundarstufe I im zweiten Ländervergleich, Waxmann 2019, ISBN 978-3-8309-4044-9
- Mitautorin: IQB-Bildungstrend 2016: Kompetenzen in den Fächern Deutsch und Mathematik am Ende der 4. Jahrgangsstufe im zweiten Ländervergleich, Waxmann 2017, ISBN 978-3-8309-3730-2
- Mitautorin: IQB-Ländervergleich 2012: Mathematische und naturwissenschaftliche Kompetenzen am Ende der Sekundarstufe 1: Mathematische und naturwissenschaftliche Kompetenzen am Ende der Sekundarstufe I, Waxmann 2013, ISBN 978-3-8309-2990-1
- Mitautorin: Förderung von Kindern und Jugendlichen aus Zuwandererfamilien [unveröffentlichte Expertise für den Expertenrat „Herkunft und Bildungserfolg“ im Auftrag des Ministeriums für Kultus, Jugend und Sport des Landes Baden-Württemberg]. Berlin 2010